# Dresseur d'animaux
Dresseur d'animaux est un tableau réalisé par le peintre français Francis Picabia en 1923. Cette toile exécutée à la peinture-émail représente une silhouette masculine levant son fouet au-dessus de quatre chiens au sol et d'une chouette sur un perchoir. Y apparaissent également son titre dans le coin supérieur gauche et la signature de l'artiste dans l'angle opposé, où l'œuvre est en outre faussement datée du 5 juillet 1937.
Ironique, la peinture est probablement destinée à tourner en dérision le retour à l'ordre alors en cours dans l'art moderne en le figurant allégoriquement comme un dompteur sans fauve. Elle suggère ainsi que le Salon d'Automne de 1923, où elle est exposée, a désormais perdu l'audace de l'édition de 1905, qui a lancé le fauvisme. Elle est conservée au musée national d'Art moderne, à Paris, depuis son achat en 1998.